# Les Chambres
Les Chambres est une ancienne commune française du département de la Manche et la région Normandie, intégrée le 1er janvier 2016 au sein de la commune nouvelle du Grippon.

## Toponymie
Le nom de la localité est attesté sous les formes Cambas en 1186, de Cambris vers 1200, de Cameris en 1369 et 1370.
Du pluriel de l'oïl chambre « domaine qui relève directement d'un souverain ».
Le gentilé est Chambrais.

## Histoire
Le village relevait de l'abbaye de Saint-Sever.
au XIIe siècle, Lesceline du Grippon fit passer la seigneurie du Grippon à la famille Paisnel, à la suite de son mariage avec Foulque Paisnel. Au XVIIe siècle, Jacques Le Marchand, qui fut président de la cour des Aides de Rouen qui est seigneur du Grippon et de Subligny.
La commune des Chambres absorbe celle du Grippon en 1826.
Le 1er janvier 2016, la commune des Chambres forme avec Champcervon la commune du Grippon créée sous le régime juridique des communes nouvelles instauré par la loi no 2010-1563 du 16 décembre 2010 de réforme des collectivités territoriales et reprenant le nom de la commune supprimée en 1826. Il n'est pas créé de communes déléguées, les communes des Chambres et de Champcervon sont supprimées et le chef-lieu de la commune nouvelle est établi à Champcervon.

## Politique et administration

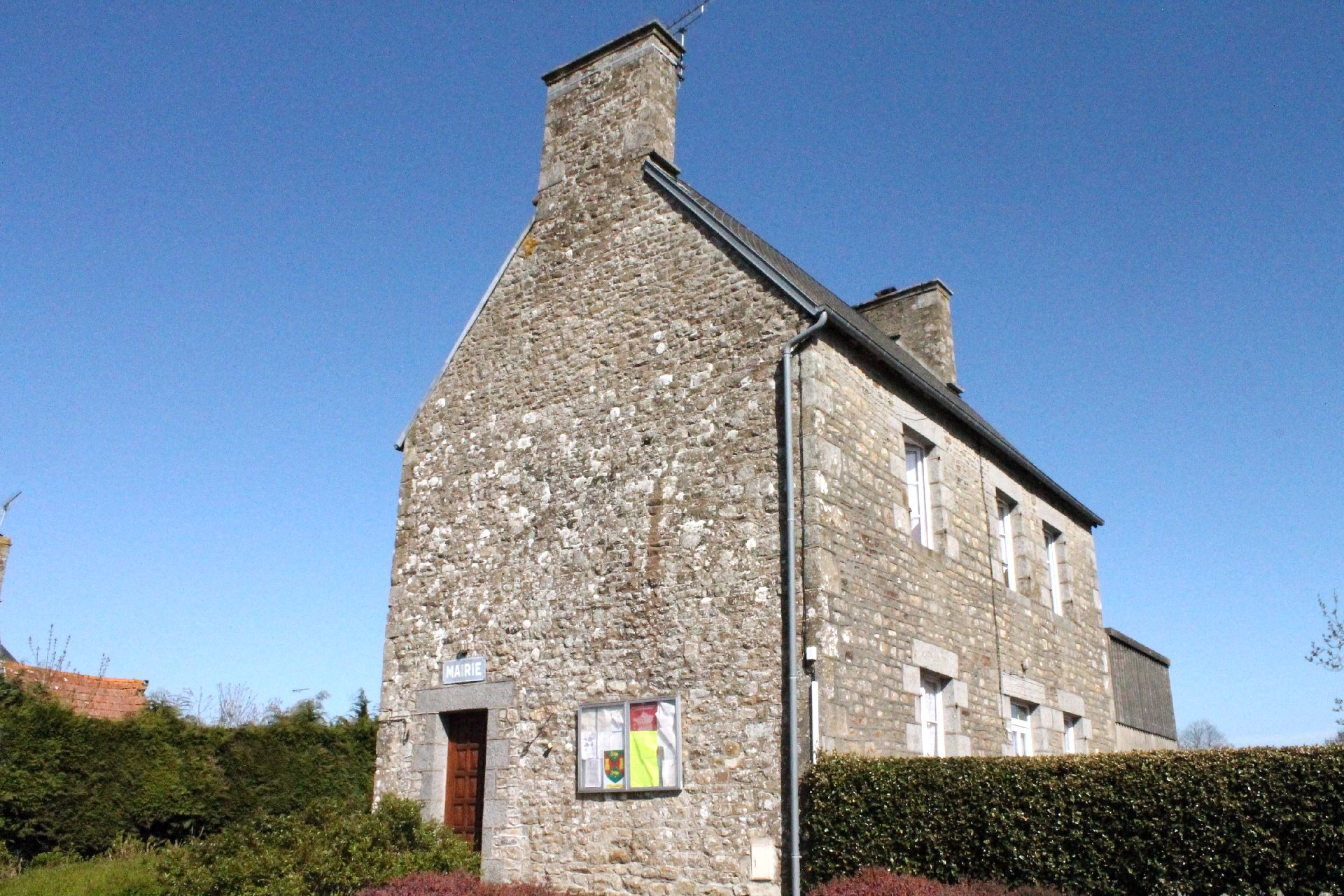
Mairie.

| Période                                  | Période       | Identité            | Étiquette | Qualité                  |
| ---------------------------------------- | ------------- | ------------------- | --------- | ------------------------ |
| 1983                                     | mars 2008     | Bernard Hardy       | SE        |                          |
| mars 2008                                | avril 2014    | Jean Leguelinel     |           | Masseur-kinésithérapeute |
| avril 2014                               | décembre 2015 | Jean-Jacques Maurel |           | Retraité                 |
| Les données manquantes sont à compléter. |               |                     |           |                          |

## Démographie
L'évolution du nombre d'habitants est connue à travers les recensements de la population effectués dans la commune depuis 1793. À partir du 1er janvier 2009, les populations légales des communes sont publiées annuellement dans le cadre d'un recensement qui repose désormais sur une collecte d'information annuelle, concernant successivement tous les territoires communaux au cours d'une période de cinq ans. 
Pour les communes de moins de 10 000 habitants, une enquête de recensement portant sur toute la population est réalisée tous les cinq ans, les populations légales des années intermédiaires étant quant à elles estimées par interpolation ou extrapolation. Pour la commune, le premier recensement exhaustif entrant dans le cadre du nouveau dispositif a été réalisé en 2008,.
En 2013, la commune comptait 137 habitants, en évolution de +18,1 % par rapport à 2008 (Manche : +0,44 %, France hors Mayotte : +2,49 %).
| 1793 | 1800 | 1806 | 1821 | 1831 | 1836 | 1841 | 1846 | 1851 |
| ---- | ---- | ---- | ---- | ---- | ---- | ---- | ---- | ---- |
| 165  | 140  | 163  | 209  | 268  | 302  | 308  | 288  | 251  |

| 1856 | 1861 | 1866 | 1872 | 1876 | 1881 | 1886 | 1891 | 1896 |
| ---- | ---- | ---- | ---- | ---- | ---- | ---- | ---- | ---- |
| 266  | 248  | 244  | 228  | 225  | 194  | 198  | 183  | 179  |

| 1901 | 1906 | 1911 | 1921 | 1926 | 1931 | 1936 | 1946 | 1954 |
| ---- | ---- | ---- | ---- | ---- | ---- | ---- | ---- | ---- |
| 171  | 176  | 169  | 182  | 162  | 141  | 138  | 135  | 137  |

| 1962 | 1968 | 1975 | 1982 | 1990 | 1999 | 2008 | 2013 | - |
| ---- | ---- | ---- | ---- | ---- | ---- | ---- | ---- | - |
| 124  | 118  | 97   | 86   | 81   | 92   | 116  | 137  | - |

## Lieux et monuments
- Château du Grippon[10].

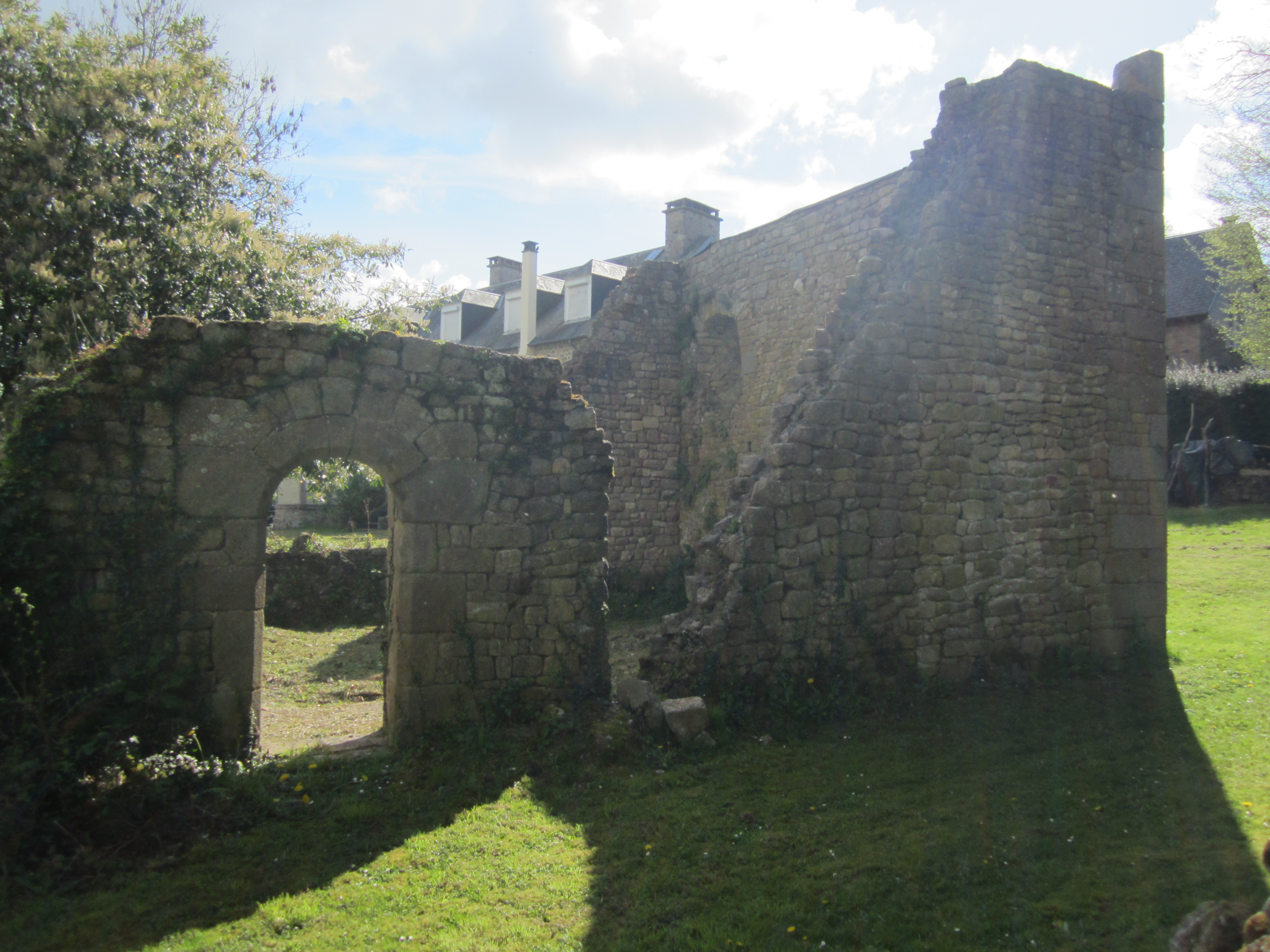
Ancienne église Saint-Barthélémy du Grippon.

- Ferme-manoir du Logis du Grippon (XVIe – XVIIe siècles) avec colombier, cheminée et étangs.
- Château de la Baudonnière (XIXe siècle) centre linguistique et d'animation.
- Église de la Sainte-Trinité (XVIIe – XVIIIe siècles), d'origine romane. Elle abrite un maître-autel (XVIIIe siècle), une chaire à prêcher (XVIIe siècle), un groupe sculpté La trinité (XVe siècle), les statues de sainte Catherine d'Alexandrie (XIVe siècle), une Vierge à l'Enfant (XVe siècle), saint Paul (XIVe siècle), un Chemin de croix (XXe siècle). Dans l'église se trouvent plusieurs motifs commémoratifs de la Première Guerre mondiale : des vitraux offerts par le conseil municipal et les familles avec les portraits des soldats tués, un tableau avec le nom de tous les mobilisés et une plaque avec les six morts pour la France[3].

L'église dépend de la paroisse Saint-Pierre et Saint-Paul du doyenné du Pays de Granville-Villedieu.
À l'extérieur, anciens fonts baptismaux.
- Croix de cimetière (XVIIe siècle).
- Croix de chemin dite de La Fulonnière au Grippon.
- Ruines de la chapelle du prieuré du Grippon.

## Personnalités liées à la commune
- Thomas des Chambres († 1225) : 20e abbé du Mont-Saint-Michel.
- Étienne Dervis (XVIIe siècle), curé des Chambres, doyen de Tirepied et pénitencier d'Avranches. Il était le frère de René Dervis, docteur en Sorbonne, aumônier du cardinal César d'Estrées et abbé de Saint-Germain-des-Prés[3].
- Auguste Boudent-Godelinière (Les Chambres 1773 - 1865), avocat, auteur et conseiller général de 1808 à 1833[3].